# Liang Jingkun
Liang Jingkun (chinesisch 梁靖崑 / 梁靖昆, Pinyin Liáng Jìngkūn; * 20. Oktober 1996 in Tangshan, Hebei) ist ein chinesischer Tischtennisspieler.

## Werdegang
Liang Jingkun gehört dem chinesischen Nationalteam seit 2005 an. 2011 spielte er sein erstes internationales Turnier und stieg auf Position 338 in die Weltrangliste ein. Bei der Jugend-Asienmeisterschaft kam er 2012 im Einzel bis ins Halbfinale und gewann im Jahr darauf Gold. 2013 spielte er auch seine ersten Turniere im Erwachsenenbereich und holte bei der Jugend-Weltmeisterschaft Bronze im Doppel. 2014 erreichte er einen Platz unter den besten 100 der Weltrangliste, in der Chinese Superleague erspielte er eine Bilanz von 7:11, und bei den Swedish Open gewann er Bronze im Doppel und damit seine erste Medaille auf der World Tour. 2015 konnte er das erste Mal an der Weltmeisterschaft teilnehmen, wo er in der Runde der letzten 32 gegen den amtierenden Weltmeister Zhang Jike ausschied. In der Superleague kam er auf eine Bilanz von 24:10, wobei er unter anderem Vize-Weltmeister Fang Bo und die Doppel-Weltmeister Zhang Jike und Xu Xin schlug, und Ende des Jahres erreichte er mit Weltranglistenplatz 30 eine persönliche Bestmarke. International war sein Halbfinaleinzug bei den Swedish Open aber sein einziger Erfolg, und 2016 spielte er keine internationalen Turniere, verbesserte sich in der Superleague aber auf eine Bilanz von 26:9, unter anderem durch Siege über Weltmeister und Olympiasieger Ma Long und die chinesischen Topspieler Xu Xin, Fan Zhendong und Fang Bo.
Für die Weltmeisterschaft 2017 erhielt er keinen Startplatz, dafür wurde er bei zahlreichen anderen Turnieren eingesetzt, wo ihm allerdings keine Medaillenplatzierung gelang. Starke Leistungen zeigte er aber erneut in der Superleague, in der er erneut Ma Long, Fan Zhendong und Xu Xin – Gold-, Silber- und Bronzemedaillengewinner bei der WM 2017 – schlagen konnte und eine Bilanz von 19:8 erreichte. 2018 konnte er sich auch international steigern: Er erreichte das Finale der Korea Open, in dem er gegen Jang Woo-jin verlor, unterlag in allen anderen World-Tour-Turnieren aber nur chinesischen Teamkameraden. Nachdem er im Lauf des Jahres unter anderem die Top-10-Spieler Timo Boll, Tomokazu Harimoto, Wong Chun Ting und Lin Gaoyuan besiegt hatte, gelangen ihm bei den Austrian Open im November auch ein Halbfinal- bzw. Finalsieg über den Weltranglistenersten Fan Zhendong und über Xu Xin, womit er sich seinen ersten World-Tour-Titel im Einzel sicherte. Zudem qualifizierte er sich so für die Grand Finals, bei denen er im Viertelfinale gegen Jun Mizutani ausschied, und erreichte in der Super League eine Bilanz von 20:9. Im April 2019 erreichte er zum ersten Mal einen Platz in den Top 10 der Weltrangliste, bei der Weltmeisterschaft im selben Monat – seiner ersten seit 2015 – schlug er erneut Fan Zhendong und gewann sowohl im Einzel als auch im Doppel Bronze. Dieses Ergebnis konnte er bei der WM 2021 wiederholen, mit der Mannschaft holte er 2022 den Titel. Ende des Jahres qualifizierte er sich für die WTT Cup Finals, wurde kurz zuvor aber vom chinesischen Verband für den Rest des Jahres suspendiert.
2023 erreichte Liang bei der Weltmeisterschaft das Halbfinale, wo er zum dritten Mal in Folge gegen den späteren Sieger ausschied und somit Bronze gewann. Dasselbe Ergebnis erzielte er im September bei der Asienmeisterschaft, wo er außerdem Silber im Mixed mit Qian Tianyi holte.

## Spielstil
Liang ist Rechtshänder und spielt den Shakehand-Stil. Er ist bekannt für sein offensives Rückhand-Spiel sowie seine herausragende Ballonabwehr.

## Turnierergebnisse
| Verband | Veranstaltung                | Jahr | Ort         | Land | Einzel        | Doppel        | Mixed         | Team |
| ------- | ---------------------------- | ---- | ----------- | ---- | ------------- | ------------- | ------------- | ---- |
| CHN     | Asienspiele                  | 2022 | Hangzhou    | CHN  |               | Viertelfinale |               | Gold |
| CHN     | Asienspiele                  | 2018 | Jakarta     | IDN  |               |               |               | Gold |
| CHN     | Asienmeisterschaft           | 2024 | Astana      | KAZ  | 17.–24. Platz | Viertelfinale |               | Gold |
| CHN     | Asienmeisterschaft           | 2023 | Pyeongchang | KOR  | Halbfinale    |               | Silber        | Gold |
| CHN     | Asienmeisterschaft           | 2019 | Yogyakarta  | IDN  | Achtelfinale  | Gold          |               | Gold |
| CHN     | Jugend-Asienspiele           | 2013 | Nanjing     | CHN  | Silber        |               |               |      |
| CHN     | Jugend-Asienmeisterschaft    | 2014 | Mumbai      | IND  | Silber        |               |               | Gold |
| CHN     | Jugend-Asienmeisterschaft    | 2013 | Doha        | QAT  | Gold          |               |               |      |
| CHN     | Jugend-Asienmeisterschaft    | 2012 |             | CHN  | Halbfinale    |               |               |      |
| CHN     | Grand Smash                  | 2025 | Las Vegas   | USA  | letzte 64     | Halbfinale    |               |      |
| CHN     | Grand Smash                  | 2025 | Singapur    | SGP  | Silber        |               |               |      |
| CHN     | Grand Smash                  | 2024 | Peking      | CHN  | Halbfinale    | Gold          |               |      |
| CHN     | Grand Smash                  | 2024 | Singapur    | SGP  | Silber        |               |               |      |
| CHN     | Grand Smash                  | 2022 | Singapur    | SGP  | Halbfinale    |               |               |      |
| CHN     | ITTF Challenge Series        | 2019 | Lissabon    | POR  | Gold          | Halbfinale    |               |      |
| CHN     | WTT Series (Champions)       | 2025 | Chongqing   | CHN  | Halbfinale    |               |               |      |
| CHN     | WTT Series (Contender)       | 2024 | Taiyuan     | CHN  | Gold          | Silber        |               |      |
| CHN     | WTT Series (Champions)       | 2024 | Incheon     | KOR  | Gold          |               |               |      |
| CHN     | WTT Series (Star Contender)  | 2024 | Doha        | QAT  | Halbfinale    | Gold          | Achtelfinale  |      |
| CHN     | WTT Series (Contender)       | 2023 | Taiyuan     | CHN  | Gold          | Silber        | Halbfinale    |      |
| CHN     | WTT Series (Star Contender)  | 2023 | Ljubljana   | SLO  |               | Viertelfinale | Silber        |      |
| CHN     | WTT Series (Contender)       | 2023 | Zagreb      | HRV  |               | Silber        | Achtelfinale  |      |
| CHN     | WTT Series (Champions)       | 2023 | Xinxiang    | CHN  | Silber        |               |               |      |
| CHN     | WTT Series (Star Contender)  | 2023 | Panaji      | IND  | Gold          |               |               |      |
| CHN     | WTT Series (Star Contender)  | 2022 | Budapest    | HUN  | Halbfinale    | Silber        |               |      |
| CHN     | WTT Series (Contender)       | 2022 | Maskat      | OMA  | Gold          | Viertelfinale | Viertelfinale |      |
| CHN     | WTT Series (Contender)       | 2021 | Novo mesto  | SLO  | Gold          | Silber        |               |      |
| CHN     | WTT Series (Contender)       | 2021 | Laško       | SLO  | Gold          | Halbfinale    | Silber        |      |
| CHN     | ITTF World Tour              | 2019 | Linz        | AUT  | Achtelfinale  | Gold          |               |      |
| CHN     | ITTF World Tour              | 2019 | Bremen      | GER  | Halbfinale    | Gold          |               |      |
| CHN     | ITTF World Tour              | 2019 | Stockholm   | SWE  | Halbfinale    | Silber        |               |      |
| CHN     | ITTF World Tour              | 2019 | Sapporo     | JPN  | Viertelfinale | Halbfinale    |               |      |
| CHN     | ITTF World Tour              | 2019 | Hongkong    | HKG  | Halbfinale    | Gold          |               |      |
| CHN     | ITTF World Tour              | 2019 | Budapest    | HUN  | Achtelfinale  | Gold          |               |      |
| CHN     | ITTF World Tour              | 2018 | Linz        | AUT  | Gold          |               |               |      |
| CHN     | ITTF World Tour              | 2018 | Daejeon     | KOR  | Silber        | Viertelfinale |               |      |
| CHN     | ITTF World Tour              | 2018 | Kitakyūshū  | JPN  | Achtelfinale  | Silber        | Gold          |      |
| CHN     | ITTF World Tour              | 2015 | Stockholm   | SWE  | Halbfinale    | Qual.         |               |      |
| CHN     | ITTF World Tour              | 2014 | Stockholm   | SWE  | Achtelfinale  | Halbfinale    |               |      |
| CHN     | WTT Finals                   | 2024 | Fukuoka     | JPN  | Achtelfinale  |               |               |      |
| CHN     | WTT Finals                   | 2023 | Doha        | QAT  | Viertelfinale |               |               |      |
| CHN     | WTT Cup Finals               | 2021 | Singapur    | SGP  | Achtelfinale  |               |               |      |
| CHN     | ITTF World Tour Grand Finals | 2019 | Zhengzhou   | CHN  | Viertelfinale | Halbfinale    |               |      |
| CHN     | ITTF World Tour Grand Finals | 2018 | Incheon     | KOR  | Viertelfinale |               |               |      |
| CHN     | Weltmeisterschaft            | 2025 | Doha        | QAT  | Halbfinale    | Achtelfinale  |               |      |
| CHN     | Weltmeisterschaft            | 2024 | Busan       | KOR  |               |               |               | Gold |
| CHN     | Weltmeisterschaft            | 2023 | Durban      | RSA  | Halbfinale    |               |               |      |
| CHN     | Weltmeisterschaft            | 2022 | Chengdu     | CHN  |               |               |               | Gold |
| CHN     | Weltmeisterschaft            | 2021 | Houston     | USA  | Halbfinale    | Halbfinale    |               |      |
| CHN     | Weltmeisterschaft            | 2019 | Budapest    | HUN  | Halbfinale    | Halbfinale    |               |      |
| CHN     | Weltmeisterschaft            | 2015 | Suzhou      | CHN  | letzte 32     |               |               |      |
| CHN     | Jugend-Weltmeisterschaft     | 2014 | Shanghai    | CHN  | Viertelfinale | Achtelfinale  | letzte 32     | Gold |
| CHN     | Jugend-Weltmeisterschaft     | 2013 | Rabat       | MAR  | Achtelfinale  | Halbfinale    | Achtelfinale  |      |
| CHN     | World Team Cup               | 2019 | Tokio       | JPN  |               |               |               | Gold |
| CHN     | World Cup                    | 2025 | Macau       | MAC  | Halbfinale    |               |               |      |
| CHN     | World Cup                    | 2024 | Macau       | MAC  | Achtelfinale  |               |               |      |